# 神武東征

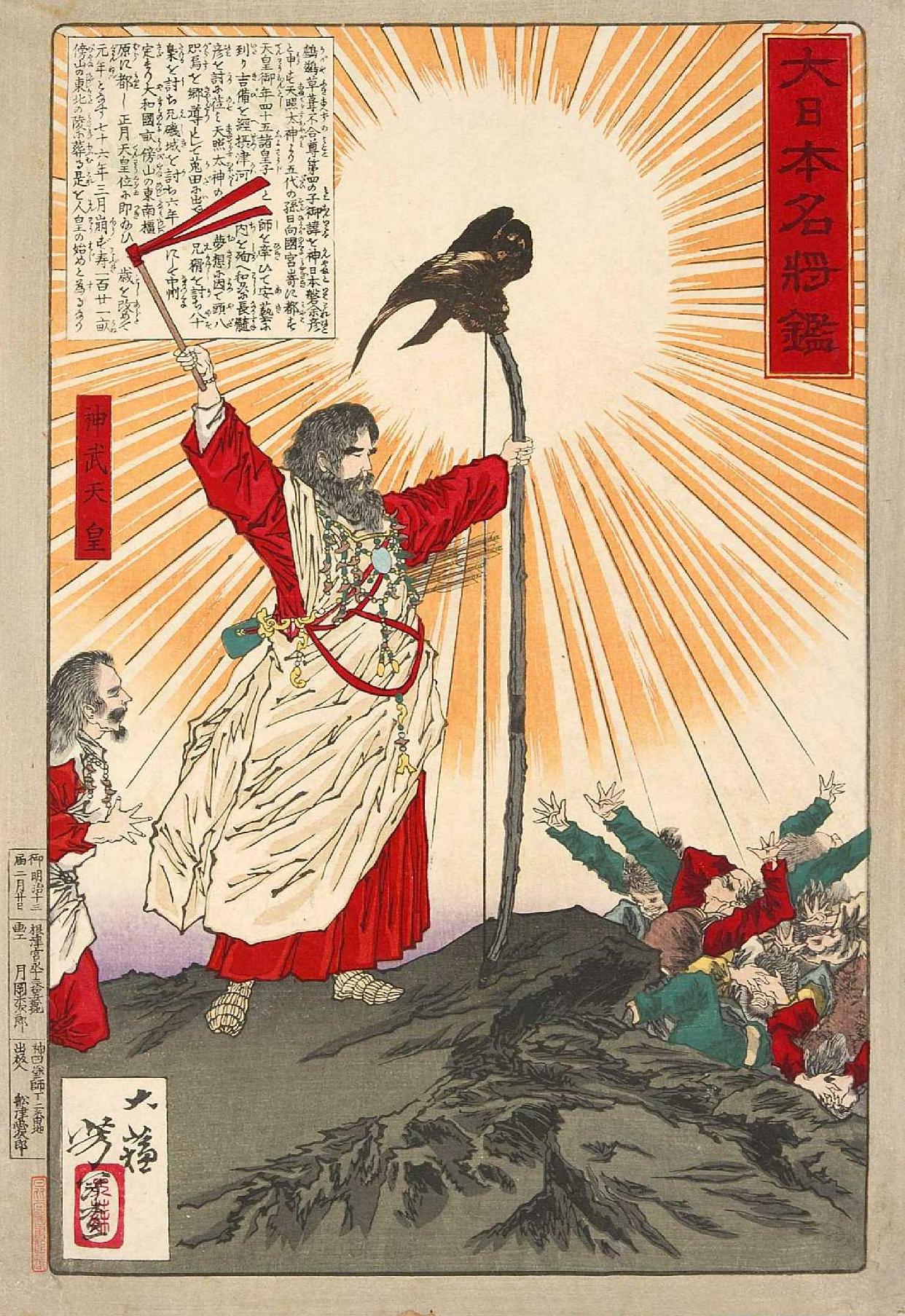
神武東征，金鵄突然現身，其耀眼金光使長髓彥軍退避三舍

神武東征乃日本神話中，第一代天皇神武天皇自日向（今九州宮崎縣）出發，向東征服大和的故事。

## 概要

### 日本書紀之記載

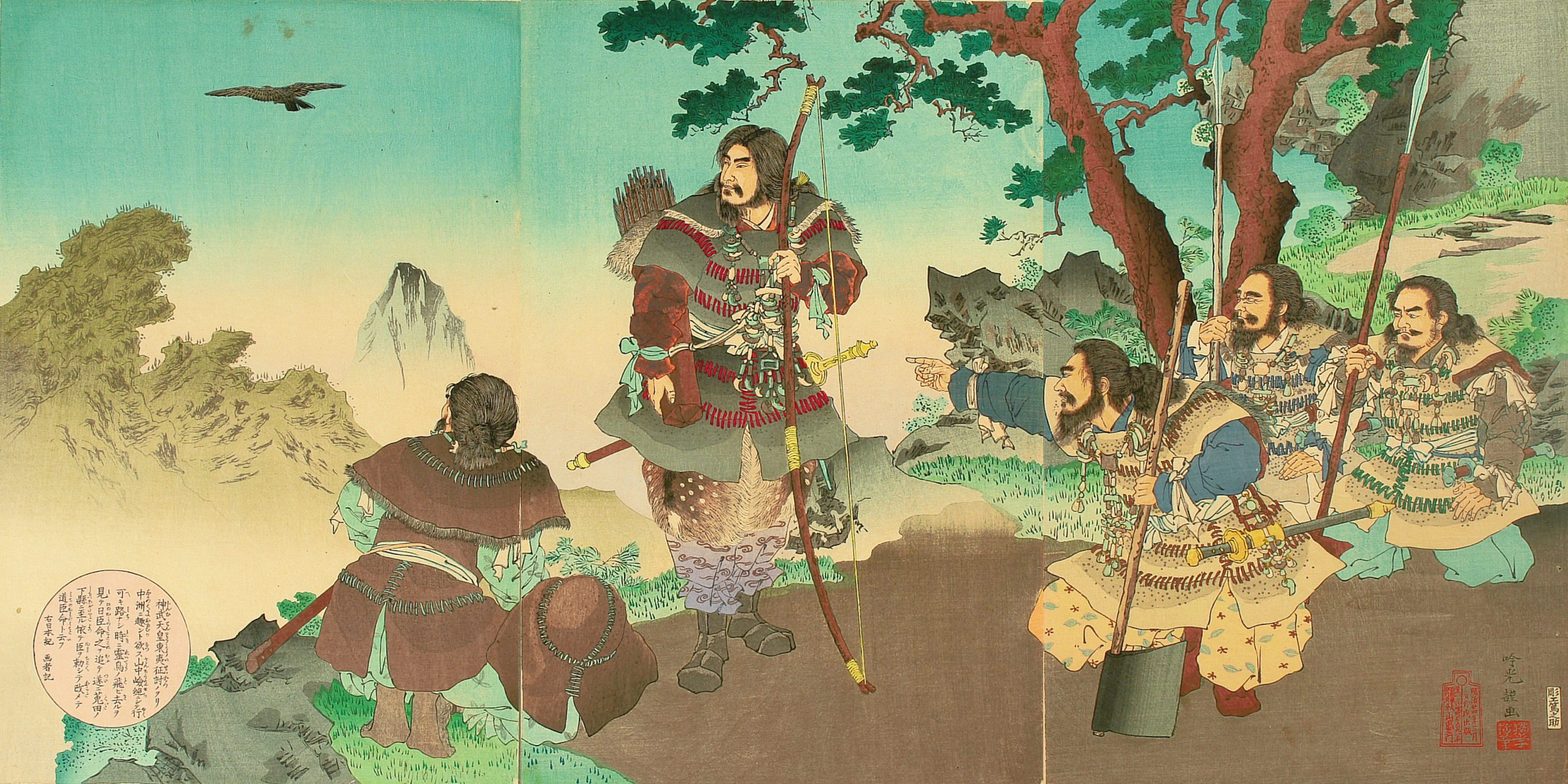
神武天皇東征

根據《日本書紀》記載，神日本磐余彥天皇（カムヤマトイワレビコ，即神武天皇）45歲時向諸皇兄及其子手研耳命表示自天祖降跡已一百七十九萬二千四百七十餘年，但東部猶未沾於王澤；加上鹽土老翁曾曰東有美地青山，欲前往建立都城，遂興起東征之念。
其年冬十月丁巳朔辛酉天皇親自率軍東征，至速吸之門有一乘艇而至的漁夫名曰珍彥，替天皇做前導開路，故賜名椎根津彥（乃倭直部始祖）。大軍耗時半年途經筑紫國菟狹（今大分縣宇佐市），菟狹國造祖菟狹津彥（ウサツヒコ）和菟狹津媛（ウサツヒメ）立一柱騰宮並設宴款待。後者後來下嫁侍臣天種子命，而天種子命乃中臣氏之遠祖。十一月抵筑紫國岡水門，十二月至安藝（今廣島縣），居於埃宮。乙卯年春三月徙入吉備國（今岡山縣），起高島宮，全軍養精蓄銳三年。接著大軍繼續向東，經浪速國、河內國草香邑青雲白肩之津（今大阪府東部）後，於孔舍衛坂遭遇土豪長髓彥頑強抵抗，長兄五瀨命遭流箭傷及肱脛。神武天皇意識到身為日神子孫，向太陽昇起的東方征虜乃逆天道，遂令全軍後退，並繞道紀伊（今和歌山縣）前進。途中五瀨命因箭傷身亡，葬於紀伊竈山。
全軍自熊野渡海時突遇暴風雨，二兄稻飯命、三兄三毛入野命躍入海中，以求全軍船艦平安。至熊野荒坂津登岸時，誤殺平民百姓而遭天譴，全軍因毒氣動彈不得。幸虧武甕雷神賜予韴靈劍，中毒士卒悉復甦醒。全軍前往中洲時，在山中迷路，天照大神派遣八咫烏做嚮導，引領全軍抵菟田縣，並收大伴氏始祖日臣命、井光、磐排別之子、苞苴擔之子等人為臣；接著斬兄滑、擊八十梟帥於國見丘、降弟磯城、斬兄磯城等人。
後來神武天皇軍與長髓彥軍大戰卻無法取勝，戰況陷入泥淖之際飛來一隻金色靈鴟停於神武天皇之弓弭，其耀眼光芒令長髓彥軍士卒迷眩無法再戰。為報五瀨命箭傷身亡之仇，神武天皇軍隊窮追不捨，長髓彥派人前來解釋原委。原來其妹婿饒速日命乘天磐船自天降，為天神之子，而神武天皇亦自稱天神之子，他不相信天神子有兩個。
神武天皇則質疑饒速日命若為天神之子，應有代表物，於是長髓彥出示饒速日命佩帶的天羽羽矢及步鞬。饒速日命清楚長髓彥仍對神武天皇懷有敵意，乃殺之，並率部眾歸順神武天皇。最後神武天皇總算在大和定居下來，但四周仍有不肯降伏的土蜘蛛勢力，經過六年的征討始定。接著在畝傍山東南方興建橿原宮，並納事代主神與玉櫛媛所生之女媛蹈鞴五十鈴媛命（ヒメタタライスズヒメ）為正妃，後尊為皇后，生皇子神八井命、神渟名川耳尊（後來即位為綏靖天皇）。

### 古事記之記載
根據《古事記》上卷之記載，神倭伊波禮毘古命（カムヤマトイワレビコ，即神武天皇）與兄長五瀨命商議前往何處可以一統葦原中國，遂決定向東行。大軍經筑紫（今福岡縣）抵豐國宇沙（今大分縣宇佐市），遇到宇沙都比古（ウサツヒコ）、宇沙都比賣（ウサツヒメ）二人設宴款待，並移動到筑紫岡田宮停留了一年。接下來又在阿岐國（今廣島縣）之多祁理宮待了七年、吉備國（今岡山縣）之高島宮停留了八年。大軍行進至速吸門（はやすいのと），遇到一名坐在龜甲上釣魚之奇人，神武天皇納為家臣，賜名槁根津日子。該家臣諳水性熟海道，引領大軍從浪速國之渡口坐船至青雲之白肩津。此時登美能那賀須泥毘古早已興軍待戰，雙方鏖戰時五瀨命的手遭到對方流箭射穿。他受傷瀕死時對神武天皇說：「我們是日神之子，不該面對日出的東方，應該要背對太陽才對。」於是遵照指示向南迂迴前進，中途在海邊清洗五瀨命手臂上的血，至紀伊國（今和歌山縣）男之水門時五瀨命身亡，葬於紀伊國竈山。
大軍行至熊野村，突有一頭大熊出現並倏忽消失，神武天皇與士卒隨即失去意識而倒地。一名喚高倉下之男子持一橫刀獻上，神武天皇馬上甦醒。當他取橫刀時，熊野山的荒神被斬殺，倒地的士卒亦隨著起身醒來。神武天皇問高倉下關於橫刀的由來，答曰夢見天照大神及高木神對建御雷神說：「你不是平定葦原中國了嗎？為何讓我等之子孫遭受紛擾呢？還不趕快下凡拯救他們！」。建御雷神卻回說：「我不需要下凡，有一把可以平定戰火的橫刀就可以了。」所以這把橫刀穿越高倉下之屋頂，特地取來獻給天神之子。
高倉下又繼續轉述高木神託夢的命令：「天神御子，切勿繼續朝深山前進，內有許多凶神，我自天上派遣八咫烏做嚮導，你應該跟隨著牠的指引。」因此，神武天皇率軍跟著八咫鳥走，來到吉野河遇到捕魚的贄持之子；繼續前行，遇到從井裡出來、有尾巴的井冰鹿；再往山裡走，遇見分開岩石走出來、有尾巴的石押分之子前來晉見。後來，大軍抵達宇陀。此地有兄宇迦斯、弟宇迦斯二人，神武天皇遣八咫鳥前往招降，兄宇迦斯卻射箭逼回八咫鳥。兄宇迦斯欲集結軍隊跟神武天皇作戰，卻集結不成，於是佯裝降伏，建造了一座實為陷阱的宮殿等待神武天皇到來。弟宇迦斯拜見神武天皇並稟告此事，故大伴連等之祖道臣命、久米直等之祖大久米命二人召來兄宇迦斯，以橫刀、矛、矢強迫他進入該宮殿。兄宇迦斯跌入自己所設的陷阱而亡，道臣命、大久米命將其屍體亂刀分屍；後來弟宇迦斯設宴款待神武天皇及其軍隊。
軍隊繼續前進，到達忍坂大室時，八十個有尾巴的土雲人在室內等待著。神武天皇賜宴席給此八十人，並設八十個帶著佩刀的膳夫，命令膳夫聽到歌聲時便斬殺土雲人。於是歌聲響起時，膳夫們拔刀殺死土雲人。之後邇藝速日命帶了許多天上的寶物晉獻給神武天皇，以表臣服。最後神武天皇在畝火的白檮原宮即位，治理大和。
神武天皇娶比賣多多良伊須氣余理比賣為后，生日子八井命（ひこやいのみこと）、神八井耳命（かむやいみみのみこと）、神沼河耳命（カムヌナカワミミ，即為後來的綏靖天皇）。

## 考據諸說
神武東征乃講述原居九州的勢力向東遷徙至大和，建立大和王權的神話故事。神話研究者三品彰英另指出，高句麗的建國神話也類似這個故事。至於這個神話依出發地產生不同的考據見解：

### 北九州說
認為出發地在今日九州北部附近的學者，主要依據下述見解：
- 故事記敘成「日向」而非日向國，乃因日向國依景行天皇的言語為基礎而創建。而神武天皇即位前所稱的「日向」應讀成「Himuka」（ヒムカ）而非「Hyūga」（ヒュウガ），做「朝東、朝南」解釋。
- 天孫降臨之地高千穗應該解釋成很多高山之處。
- 《古事記》中記載天孫降臨的日向高千穗，位於面向韓國的笠沙岬的對面側。
- 舟軍出發之處並非現代的高千穗峰。
- 假設從南九州出發，需經過流速較快的豐後海峽、關門海峽，則記述不符合自然環境。
- 中途經過的筑紫國岡水門（港）乃是現代的福岡縣遠賀郡。
- 從南九州出發東征必須經過四國南方。
- 南九州是熊襲的根據地。
- 東征的路徑應該是瀨戶內海北側。

### 南九州說
此派學者認為《古事記》中記載天孫降臨的日向高千穗，便是今日宮崎縣的高千穗町，主要為下述論點：
- 「日向」便是日向國。
- 《日本書紀》記載天孫降臨後，天津彥彥火瓊瓊杵尊移動降臨之地乃北九州，故神武東征的出發地另有他處。
- 此外，「高千穗」又有高千穗峰、高千穗峽等不同地方的爭論。

扶桑社出版的歷史教科書採用跟舊國定教科書同樣的說法，初版刊登的地圖標示了宮崎市附近海岸的高千穗峰，繪出神武東征大軍自關門海峽出發向東的路線。另外，內文裡也記載自宮崎縣出發後沿著瀨戶內海向東行進（但是沒說清楚「面向瀨戶內海」）的字眼。

### 否定說
除了前述二種學說外，也有否定神武天皇從九州遷入近畿的說法，主要由贊成邪馬台國畿內說的學者以考古學觀點解釋：
- 歷史學者西谷正認為自北部九州掃平近畿是不成立的，因為石器在近畿地方很早便消失，反而鐵器發展得又早又普及。再者，彌生時代盛行的方形周溝墓乃自近畿傳入九州，九州地方的支石墓在近畿反而罕見[2]。
- 另有學者針對邪馬台國時代的莊內式土器切入研究，發現近畿與吉備人向九州的移動可以考究確認，反過來說此時期（西元3世紀）九州的土器向近畿和吉備移動的例子則找不出來[3]。
- 山中鹿次認為目前九州、大和地區尚未有大規模的4世紀古墳、聚落遺跡出土，很難推斷九州勢力東征的史實性。
- 大和王權對南九州的掌控，估計是在記紀二書完成之時。學者原島禮二認為西元608年隋煬帝派兵攻打流求，並主張擁有接鄰的南九州領土，於是形成這個故事[4]。

### 失蹤的以色列十支派異說
依照《日本書紀》記載，庚午年1月1日（西元前711年2月13日）誕生的神武天皇，東征過程歷經大小戰役後，辛酉年春正月庚辰朔（推論為西元前660年2月1日）即位，成為日本第一位天皇。如果解構這個神話的暗喻，日本人的祖先可能從比日本列島更遙遠的西方，為了某種原因向東移動尋找避風港，最後落腳日本列島。
北以色列王國在西元前722年遭到亞述消滅後，失蹤的以色列十支派便自聖經裡消失。既然神武天皇誕生於西元前711年，十支派消失於前721年，二者相差僅10年。所以有學者提出神武天皇即為失蹤的十支派，東征過程等於以色列人抵達日本的過程，詳情請參看日猶同祖論。